# Justin Dowell
Justin Dowell (* 5. Januar 2000 in Virginia Beach, Virginia) ist ein US-amerikanischer BMX-Freestyle-Fahrer. Er ist Spezialist der Variante Park, in der er 2018 Weltmeister war.

## Sportlicher Werdegang
Dowell stammt aus Virginia Beach und begann den Sport zusammen mit seinen Brüdern im örtlichen Skatepark. Als 2017 die ersten Weltmeisterschaften im BMX-Freestyle ausgetragen wurden, nahm er als 17-Jähriger teil und qualifizierte sich fürs Finale, wo er Achter wurde. Im Jahr darauf triumphierte er und wurde Weltmeister.
2019 konnte er bei amerikanischen Meisterschaften, Panamerika-Meisterschaften, Panamerikanischen Spielen und den World Urban Games jeweils Podestplätze erzielen; hinzu kam ein Sieg beim UCI-BMX-Freestyle-Weltcup in Montpellier sowie der dritte Platz in der Gesamtwertung.
Nach der Wettkampfpause infolge der Corona-Pandemie war er 2021 einer von zwei Vertretern der USA im erstmals ausgetragenen olympischen Freestyle-Wettkampf, wo er von neun Teilnehmern den achten Rang belegte. 2022 erzielte er drei Silbermedaillen bei den Weltmeisterschaften sowie den X-Games in Kalifornien und im japanischen Chiba. Auch 2023 erzielte er bei den X-Games Top-10-Resultate. Bei den Urban-Cycling-Weltmeisterschaften stand er von 2017 bis 2023 bei jeder Austragung im Finale. Bei seinen zweiten Olympischen Spielen wurde er 2024 in Paris Siebter.

## Erfolge
2018
 Weltmeister
2019
 Panamerika-Meisterschaften
 Panamerikanische Spiele
 World Urban Games
ein Weltcup-Sieg
2022
 Weltmeisterschaften
 X-Games Kalifornien
 X-Games Chiba
2024
 Weltmeisterschaften